# Lars van Roon
Lars van Roon (Zutphen, 6 november 1993) is een Nederlands voetballer die doorgaans speelt als centrale verdediger. In juli 2017 verruilde hij ASWH voor AZC Zutphen.

## Clubcarrière
Van Roon speelde in de jeugd van amateurclub SC Brummen alvorens hij door De Graafschap gescout werd. Later verkaste de verdediger naar Vitesse, wat hij na anderhalf jaar weer achter zich liet om terug te keren bij De Graafschap. In 2014 stroomde hij vanuit de jeugd door naar het eerste elftal van De Graafschap. Van Roon debuteerde voor de Doetinchemse club op 1 november 2014, toen met 5–0 gewonnen werd van Helmond Sport. Hij mocht van coach Jan Vreman negen minuten voor tijd invallen voor Vlatko Lazić. Vanaf het seizoen 2015/16 ging Van Roon voor Achilles '29 spelen. Op 4 juli 2015, na de eerste oefenwedstrijd tegen RKSV Brakkenstein, stopte Van Roon bij Achilles '29 om zich op een maatschappelijke carrière in de mode te richten. In september van dat jaar ging Van Roon voor ASWH in de Zaterdag Hoofdklasse B spelen. Na twee jaar verliet hij deze club, om voor AZC Zutphen te gaan spelen.